# När en flicka talar skånska
När en flicka talar skånska är en sång skriven (text och musik) av Michael Saxell 1992. Den gjordes känd av Danne Stråhed på singel 1993 och spelades in av Wizex samma år på albumet Vår hemmagjorda dansmusik. men spelas även av många andra artister och orkestrar.

## Andra inspelningar
- Exportz orkester spelade 1997 in sången.[3]
- Agaton Band spelade in sången 2004.[4]
- Michael Saxell spelade själv in sången 2008 tillsammans med Jalle Lorensson.[5]

### Fotnoter
1. ↑  När en flicka talar skånska på Svensk mediedatabas
2. ↑  Vår hemmagjorda dansmusik på Svensk mediedatabas
3. ↑  Exportz orkester på Svensk mediedatabas
4. ↑  Dom bästa på Svensk mediedatabas
5. ↑  Alltid en vals på Svensk mediedatabas